# Backhousieae
Backhousieae é uma tribo pertencente à família das mirtáceas. Tem os seguintes géneros:

## Géneros
- Backhousia Hook. & Harv.
- Choricarpia Domin